# Hollewandanker
Een hollewandanker is een variant op een tuimelplug. Het is een zeer sterk bevestigingsmiddel dat eenzijdig aangebracht kan worden en dat specifiek geschikt is voor bevestiging van voorwerpen aan holle wanden, zoals wanden of plafonds van gipsplaat of dun hout.

## Werking
Het hollewandanker bestaat uit een u-vormige metaalstrip die in het midden een inwendig schroefdraad heeft, en die scharnierend bevestigd is aan twee kunststof stripjes waarop zich aan een zijde een getand oppervlak bevindt (vergelijkbaar met een tiewrap). De metaalstrip wordt in zijn geheel in de lengterichting door een gat in de muur geduwd, waarna hij aan beide kunststofstrips wordt teruggetrokken. De metaalstrip komt zodoende plat tegen de achterkant van de wand te liggen. Vervolgens wordt een kunststof ringetje dat zich aan beide kunststofstrips bevindt, stevig tegen de muur aan geschoven. Door het getande oppervlak op de strips kan de ring niet meer terug schuiven, en houdt zo de metaalstrip aan de achterzijde van de wand op zijn plaats. De kunststofstrips worden nu afgebroken op de plek waar ze uit de kunststof ring tevoorschijn komen.
Door de kunststof ring heen kan nu een bout de muur ingebracht worden, die in het schroefdraad van de metaalstrip wordt vastgedraaid.

## Eigenschappen
- Geschikt voor 'blind' (eenzijdig) gebruik bij holle wanden.
- Een hollewandanker kan grote krachten overbrengen. De kracht wordt overgebracht over het hele oppervlak van de metaalstrip, en omdat de kracht op de achterzijde van de wand wordt uitgeoefend wordt de volle dikte van de wand benut voor de krachtsoverbrenging.
- Ten opzichte van tuimelpluggen heeft het hollewandanker het voordeel dat bouten steeds opnieuw in en uit gedraaid kunnen worden. Het hollewandanker zelf kan echter (ook) niet meer uit de muur verwijderd worden.